# Nova Iguaçu
Nova Iguaçu là một thành phố thuộc bang Rio de Janeiro của Brasil. Thành phố có diện tích  km², dân số năm 2010 là người. Đây là thành phố đông dân thứ 19 Brasil.